# قصة حقيقية (مسلسل قصير)
قصة حقيقية (بالإنجليزية: True Story)هو مسلسل دراما قصير من كتابة إريك نيومان وبطولة كيفن هارت،ويسلي سنايبس،تاوني نيوسوم وبول أدلستين،تم عرض المسلسل الذي يتكون من 7 حلقات  على نتفليكس في 24 نوفمبر 2021.